# Maurice Sendak
Maurice Bernard Sendak (Brooklyn, Nueva York, 10 de junio de 1928 - Danbury, Connecticut, 8 de mayo de 2012) fue un ilustrador y escritor de literatura infantil estadounidense.

## Vida y obra
Sendak, hijo de una familia judía de origen polaco, tuvo una infancia enfermiza. Según contó el propio autor, decidió que sería ilustrador por influencia de la película Fantasía, de Walt Disney.
Su obra más conocida es el álbum Donde viven los monstruos, publicado originalmente en 1963 y que sigue siendo un éxito de ventas en todo el mundo. Sus imágenes son de gran riqueza visual y poder narrativo, y la obra tiene numerosas implicaciones, adentrándose en el territorio de la dominación, la libertad, los deseos, la oscuridad, los sueños, los sueños prohibidos y las pesadillas. En este sentido, no es un autor fácil ni ha sido siempre bien aceptado por el público adulto, sí por aquellos a quienes dirige sus obras, los niños; según la American Library Association, La cocina de noche ha sido censurado con frecuencia debido a ciertas connotaciones eróticas -el desnudo infantil- que algunos extraen de esta obra.
Sendak ha realizado incursiones en algunos otros géneros, como la animación televisiva (Really Rosie, 1975), la adaptación teatral de Donde viven los monstruos (1979) o la escenografía del Cascanueces de Chaikovski. A su vez, su obra ha influido en películas como Dentro del laberinto.
En 1970 recibió el premio Hans Christian Andersen de ilustración, y en 2003 el premio Memorial Astrid Lindgren, ex aequo con la escritora austriaca Christine Nöstlinger. En 1964 recibió la medalla Caldecott y en 1983 la medalla Laura Ingalls Wilder.
En una entrevista para el periódico The New York Times en septiembre de 2008, Sendak reveló su homosexualidad. El escritor había vivido con un psicoanalista llamado Eugene Glynn por aproximadamente 50 años, hasta el fallecimiento de éste en mayo de 2007. Sendak nunca se lo reveló a sus padres.
Sendak falleció el 8 de mayo de 2012 en Danbury, Connecticut.